# Distenia marcelae
Distenia marcelae es una especie de escarabajo longicornio del género Distenia, categorizada en la tribu Disteniini, de la orden Coleoptera. Fue descrita por Santos-Silva & Hovore en 2007.

## Descripción
Mide 19,7-22,3 mm de longitud.

## Distribución
Se distribuye por Brasil, Colombia y Guayana Francesa.